# Пйотркув-Трибунальський
Пе́троків або Пе́триків, повна назва Пе́троків Трибуна́льський — місто на правах повіту у Лодзинському воєводстві в центральній Польщі, у Петроківсько-Белхатовському промисловому окрузі.
З 1837 по 1919 центр Петроківського повіту. З 1867 до 1917 центр Петроківської губернії.

## Історія
Перші слов'янські поселення на території сучасного міста з'явилися ще у VIII ст. У 1217 у документі Лешка Білого вперше згадується ця назва: княжий трибунал знаходився лат. in Petrecoue. У 1262 р. поселення було включене до складу Серадзького герцогства династії П'ястів. Поміж 1290—1300 Пйотркув отримав міські права. Тоді місто називалося Петриків. Так, у 1313 році князь Владислав Локетек (король з 1320) чітко пише: лат. in civitate nostra Petricoviensi, укр. у нашому місті Петрикові. Петриків мав печатку з написом: лат. Sigillum + Civitatis + Petricoviensis, укр. печатка міста Петрикова. У 1339 році місто стає повітовим центром у складі Серадзького воєводства та спочатку знаходилося у складі королівства Яґеллонів, пізніше Речі Посполіти Великопольщі. У місті відбулося кілька сеймів Корони Королівства Польського, зокрема сейм 1504 року. У 1578 році було засновано Королівський трибунал Великопольщі. У 1793 році під час другого поділу Речі Посполитої, територія воєводства увійшла до складу провінції Південна Пруссія королівства Пруссія. Під час французької окупації у 1807 році Пйотркув був включений до Каліського департаменту у складі Варшавського герцогства, а в 1815 році місто опинилося у складі Каліського воєводства Царства Польського під окупацією Російської імперії.
В середині 1840-х у містечку Заглемб'є були виявлені великі поклади вугілля, що сприяло будівництву залізниці. 2 вересня 1846 року з Пйотркува вирушив перший потяг напрямком Варшава — Відень. З відкриттям залізниці регіон став найбільш промислово-розвинутою частиною Царства. 13 січня 1867 року була утворена Пйотркувська губернія, до якої увійшли також міста Лодзь, Честохова, Заглемб'є Домбровське. 5 січня 1873 в Пйотркуві став видаватися тижневик «Tygodnia».
1 лютого 1905 року відбувся студентський страйк. На початку Першої світової війни Пйотркув неодноразово контролювався німецькими та російськими військами, а в грудні остаточно був окупований австро-угорськими військами. У 1915 р. в місті розташувалась штаб-квартира Військового департаменту народного Національного Комітету, де також розміщувався найбільший за всю історію видавничий прес-центр Пйоткрува. 2—5 листопада 1918 року австро-угорські окупанти були роззброєні та вигнані з міста. 2 серпня 1919 року Пйорктув було включено до Лодзинського воєводства Польської держави.
У Пйотркуві станом на 1 січня 1938 р. мешкало 51 294 осіб, із них 11 651 (21,8 %) складали євреї.
На початку Другої світової війни 2—4 вересня місто почали бомбардувати німецькі літаки, де польські військові захищали місто під час наземних атак. Під час атаки було знищено близько 200 житлових і громадських будівель. Увечері 5 вересня, не маючи даних про місце розташування німецьких танків, польська армія змушена була відступити — німці зайняли спочатку околицю міста, а 6 вересня Пйотркув. За різними джерелами 30 вересня, 5 або 8 жовтня 1939 року було утворене перше на території Польщі Пйотркувське гетто та сформований юденрат під керівництвом Мошека Тененберга, а саме місто з 26 жовтня було включене до складу Генерал-губернаторства. За часи існування гетто було ув'язнено бл. 25 тис., які були вислані з Потркува та його околиць. Характерною ознакою цього гетто було те, що він не був ізольований від решти міста огорожею, у порівнянні з іншими гетто. Межі гетто були позначені тільки блакитними дошками розміром 40×60 см з чорним «черепом» і білим надписом «Гетто», встановленим у листопаді 1939 року на прикордонних лініях. Переселення в гетто відбувалося без будь-якої компенсації за майно, що залишалося на «арійській» частині міста. Спочатку поляки та німці мали вільний вхід на територію гетто, а євреї могли залишити його територію лише за допомогою спеціальних пропусків. Звільнені від цього зобов'язання були люди, які зверталися до бюро зайнятості та праці з метою вирішення похоронних формальностей. 14—29 жовтня 1942 року почалася ліквідація гетто, бл. 22 тис. осіб були депортовані до табору смерті Треблінка. Після завершення ліквідації розпочався пошук євреїв, які переховувалися від німців. Виявлені євреї (бл. 1000 осіб) були відправленні до таборів, спочатку до Томашув-Мазовецького, а потім до Треблінки. 19 та 20 листопада 1942 року були виявлені євреї в синагозі, яких розстріляли у Раківському лісі — у перший день 160 чоловік та в наступний 560. 3 тис. євреїв з ліквідованого гетто були відправлені до утвореного трудового табору, яке називали «малим гетто». 25 лютого 1943 року 250 осіб були доставлені до фабрики амуніції у Скаржисько-Каменній, 1040 чоловік були відправлені до трудових таборів на скляному заводі «Кара» і близько 600 до лісопильні в районі Пйотркува Бугаї. У серпні 1943 року почалася ліквідація трудового табору, який з грудня 1944 по січень 1945 року, з наближенням радянських військ, остаточно був ліквідований. Євреїв було направлено до табору смерті Бухенвальду, включно з останнім президентом Ради старійшин Симоном Варшавські. й18 січня 1945 року до міста увійшли радянські та польські війська на чолі з полковником 16-ї механізованої бригади Всеволодом Ривжем.
У 1953 році до складу міста додалася гміна Ущин. Після адміністративної реформи 1975 року Пйотркув став центром Пйоткрувського воєводства, а з 1999 року місто у складі Лодзинського воєводства.
9 вересня 1979 року в Пйотркуві відбулося свято обжинків за участю першого секретаря ЦК ПЗПР Едварда Герека. Також цього року відбулося розширення міста, побудувався стадіон і міський амфітеатр.
У 1985 році відбувся перший чемпіонат із брейк-дансу в Польщі. У 2004 р. утворений Регіональний навчальний комплекс Медичного університету у м. Лодзь, який був ліквідований у 2009 році. 4 квітня 2008 року була викарбувана пам'ятна монета із серії «Історичні міста Польщі» номінальною вартістю 2 злотих, присвячена місту. Тираж монети складав 1 млн екземплярів, вага — 8,15 г., діаметр — 27 мм.
24-25 березня 2017 року відбулися дні польсько-угорської дружби за участю президентів Польщі та Угорщини.

## Пам'ятки
- Середньовічний центр міста
- Королівський замок
- Костел єзуїтів з образом Трибунальської Богоматері

## Демографія
Демографічна структура станом на 31 березня 2011 року:
|          | Загалом | Допрацездатний вік | Працездатний вік | Постпрацездатний вік |
| -------- | ------- | ------------------ | ---------------- | -------------------- |
| Чоловіки | 36071   | 6936               | 25170            | 3965                 |
| Жінки    | 40646   | 6703               | 24035            | 9908                 |
| Разом    | 76717   | 13639              | 49205            | 13873                |

## Українські сліди
На православному кладовищі в місті знаходяться українські поховання: могили українських воїнів, у тому числі Миколи Дерев’янка (1888–1978), офіцера Армії УНР, інженера; поховання офіцерів Армії УНР: Миколи Убий-Вовка (1896–1965) та Володимира Ігнатченка (1869–1963).

## Відомі люди
- Стефан Ровецький — співв'язень провідника ОУН Степана Бандери у Заксенгавзені, польський військовий діяч, генерал, головний командант Армії Крайової[37].
- Черненко Олександра Петрівна — українська поетеса, літературознавець, член міжнародного ПЕН-клубу, Об'єднання українських письменників «Слово» та Канадської асоціації славістів.